# Д’Аркур, Луи Абрахам
Луи Абрахам д'Аркур (фр. Louis-Abraham d'Harcourt; 10 ноября 1694 — 27 сентября 1750) — французский религиозный деятель, 3-й герцог д'Аркур.
Третий сын герцога Анри д'Аркура и Мари Анн Клод Брюлар.
Доктор теологии Парижского университета, каноник в соборе Нотр-Дам, генеральный викарий кардинала Ноая.
Аббат Прёйи в 1712, затем аббат Синьи в диоцезе Реймса (27.10.1723). 
30 января 1733 на ассамблее капитула избран деканом парижской церкви, на смену аббату де Гонто. 
5 апреля 1733 назначен аббатом Сен-Лигера, бенедиктинского монастыря в диоцезе Сента, а 25 июля также аббатом Сен-Торен д'Эврё. Отставлен от должности декана 25 апреля 1747, и король в компенсацию, произвел его на Пятидесятницу, 21 мая, в командоры ордена Святого Духа. Получил орден в капелле Версаля 1 января 1748.
10 июля 1750, после смерти старшего брата, принял титул герцога д'Аркура.